# Nikołaj Annienkow
Nikołaj Aleksandrowicz Annienkow (Kokin) (ros. Никола́й Алекса́ндрович А́нненков (Кокин), ur. 9 września?/21 września 1899 we wsi Inżawino w obwodzie tambowskim, zm. 30 września 1999 w Moskwie) – radziecki i rosyjski aktor teatralny i filmowy, pedagog.

## Życiorys
W 1917 skończył szkołę realną, w grudniu 1919 wstąpił do Armii Czerwonej, występował na scenie klubu pułkowego, grając w spektaklach, 1922-1924 kształcił się w szkole teatralnej przy Małym Teatrze w Moskwie, w 1925 związał swoją karierę aktorską z Domem Ostrowskiego, w którym pracował do śmierci. Zagrał ponad 200 ról teatralnych. Występował również w filmach, m.in. Timur i jego drużyna (1940). Od 1946 wykładał w Wyższej Szkole Teatralnej im. Szczepkina przy Małym Teatrze. 9 kwietnia 1960 otrzymał tytuł Ludowego Artysty ZSRR. Pochowany na Cmentarzu Wwiedieńskim w Moskwie.

## Odznaczenia i nagrody
- Złoty Medal „Sierp i Młot” Bohatera Pracy Socjalistycznej (13 grudnia 1990)
- Order Lenina (czterokrotnie - 26 października 1949, 20 września 1979, 22 sierpnia 1986 i 13 grudnia 1990)
- Order „Za zasługi dla Ojczyzny” II klasy (7 września 1999)
- Order „Za zasługi dla Ojczyzny” III klasy (22 kwietnia 1996)
- Order Rewolucji Październikowej (20 września 1974)
- Order Czerwonego Sztandaru Pracy (30 stycznia 1971)
- Order „Znak Honoru” (23 września 1937)
- Nagroda Stalinowska I klasy (dwukrotnie - 1948 i 1949)
- Nagroda Stalinowska II klasy (1947)
- Order Przyjaźni Narodów (28 października 1994)
- Medal „Za zasługi bojowe” (28 października 1967)
- Medal „Weteran Pracy” (1 września 1984)

I inne.